# Jennie Livingston

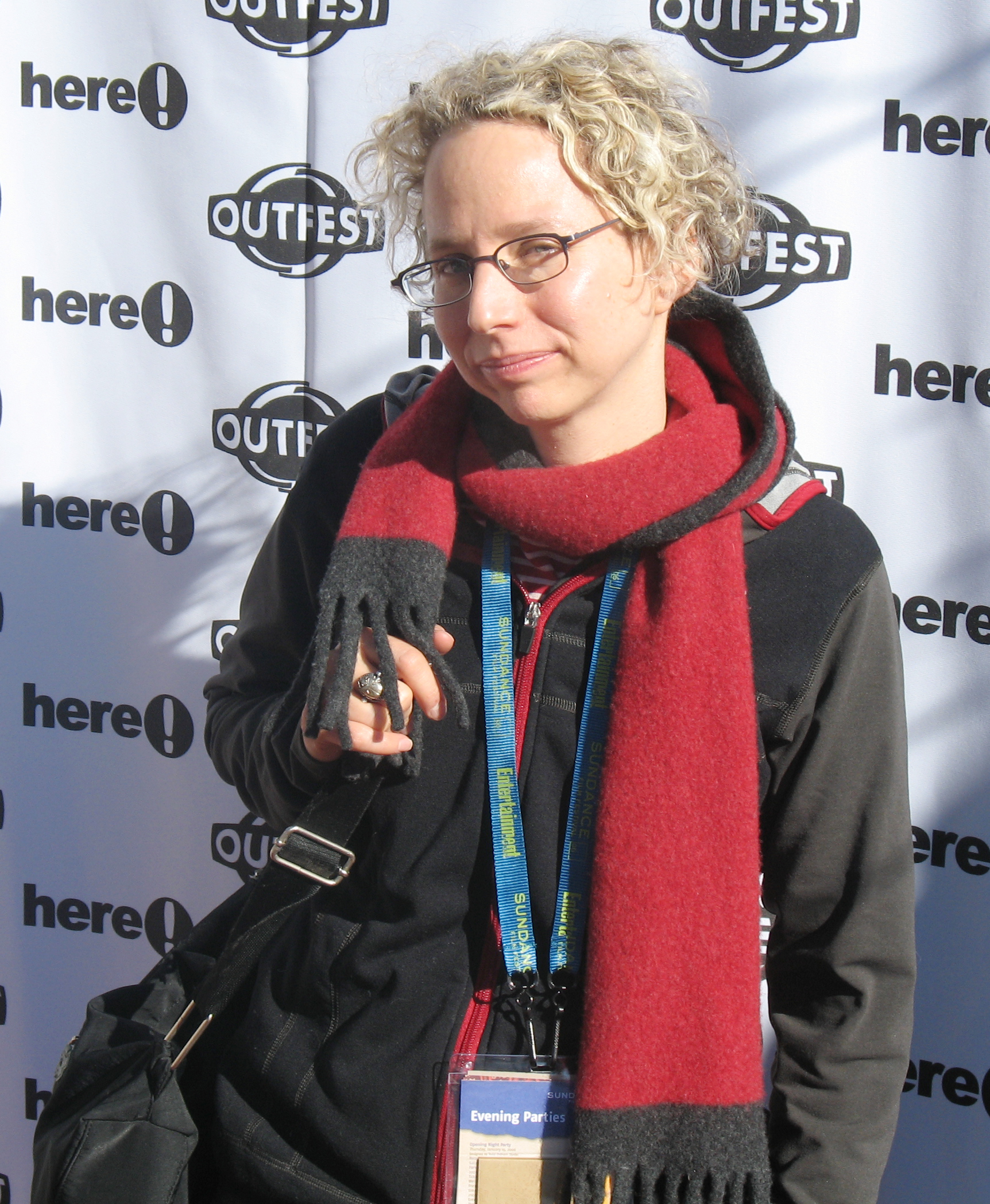
Livingston auf dem Sundance Film Festival 2006

Jennie Livingston (geboren 24. Februar 1962 in Dallas) ist eine US-amerikanische Regisseurin. International bekannt wurde sie durch die von ihr gedrehte Dokumentation Paris brennt aus dem Jahr 1990, in der es um die sogenannte Ballroom Culture, einer Subkultur der hauptsächlich nicht-weißen LGBT-Gemeinschaft im New York der 1980er Jahre, geht und die mehrere Auszeichnungen erhielt, unter anderem den Teddy Award auf der Berlinale 1991.

## Leben
Livingston wurde in Dallas im US-Bundesstaat Texas geboren, allerdings zog ihre Familie, als Livingston zwei Jahre alt war, nach Los Angeles, wo sie mit ihren Eltern und zwei älteren Brüdern auch aufwuchs. Livingston besuchte zunächst die Beverly Hills High School und studierte anschließend an der Yale University Fotografie, Zeichnen und Malerei sowie englischsprachige Literatur als Nebenfach. Ihren Abschluss machte sie 1983, an der Universität lernte sie auch den Fotografen Tod Papageorge kennen, der einer ihrer Dozenten war. Nach ihrem Abschluss besuchte sie 1984 einen Sommer lang einen Regie-Kurs an der New York University.
Mehrere Mitglieder aus Livingstons Familie waren ebenfalls zumindest teilweise im künstlerischen Bereich tätig. Ihr Onkel war der Regisseur Alan J. Pakula, an dessen Film Kellerkinder sie 1987 als Assistentin am Szenenbild mitwirkte. Livingstons Mutter Myra Cohn Livingston war als Dichterin, Kinderbuchautorin und Anthologin tätig, ihr Vater Richard Livingston, ein Buchhalter, verfasste ebenfalls ein Kinderbuch, ihr Bruder Jonas arbeitete als Manager bei Geffen Records sowie Music Corporation of America und drehte das Musikvideo für What I Am, das als One-Hit-Wonder der Band Edie Brickell & New Bohemians gilt.
1985 zog Livingston nach New York, wo sie sich als AIDS-Aktivistin bei Act Up engagierte. Gegenwärtig lebt Livingston in Brooklyn und ist offen lesbisch.

## Karriere

### Erster Film
1985 sah Livingston im Washington Square Park, wie einige Personen Vogue tanzten. Sie wollte von ihnen mehr über diesen Tanzstil wissen, weswegen sie sie auf einen Ball einluden, auf dem mehrere zumeist afro- oder lateinamerikanische Mitglieder der LGBT-Gemeinschaft in künstlerischen Wettbewerben gegeneinander antreten. Die Teilnehmenden sind dabei stets Mitglieder verschiedener Houses genannter Vereinigungen. Livingston war von dieser Kultur fasziniert, weswegen sie zwei Jahre lang über diese recherchierte und mit Teilnehmern und Besuchern sprach. Sie entschloss sich schließlich, darüber einen Dokumentarfilm zu drehen. Die Dreharbeiten dauerten von 1987 bis 1989.
In Paris brennt kommen sowohl die älteren als auch jüngeren Mitglieder der Ballroom Culture selbst durch Interviews zu Wort. Viele der Betroffenen wurden aufgrund ihrer Homosexualität verstoßen und leben in Armut, weswegen für sie der Ball eine Art „Zufluchtsort“ ist. Livingston dokumentiert in ihrem Film auch den Ursprung des Tanzes Vogue, die Wünsche der trans Frauen der Kultur nach Wohlstand und einem normalen Familienleben durch eine geschlechtsangleichende Maßnahme sowie die damals weit verbreitete gesellschaftliche Transphobie, unter anderem am Beispiel der Gesprächspartnerin Venus Xtravaganza, die vor der Fertigstellung des Films ermordet wurde.
Paris brennt gilt in der Gegenwart als Meilenstein sowohl des US-amerikanischen Independent-Films als auch des New Queer Cinema, der immer noch auf aktuellen Filmfestivals zu sehen ist. Er spielte 4 Millionen Dollar an den Kinokassen ein, ein vergleichsweise hohes Ergebnis für eine unabhängige Produktion und einer der ersten Erfolge für den damals noch recht jungen Verleiher Miramax. Die Produktion erhielt mehrere Auszeichnungen, unter anderem den Teddy Award, einen Gotham Award und einen GLAAD Media Award. Sie wurde auch von mehreren Kritikern, unter anderem in der Los Angeles Times und The Washington Post als eine der besten Filme des Jahres 1991 bezeichnet. Paris brennt war zudem neben Madonnas gleichnamigen Lied und Musikvideo (in dem mehrere Interviewpartner aus Paris brennt vorkamen) einer der Auslöser der gesteigerten Popularität des Vogue. 2016 wurde Paris brennt neben 24 weiteren Produktionen ins Filmarchiv der Library of Congress aufgenommen.

### Karriere nachParis brennt
Nach dem Erfolg von Paris brennt war Livingstons folgendes Projekt ebenfalls eine Dokumentation. Der Kurzfilm Hotheads entstand durch die Unterstützung der Red Hot Organization, die AIDS weltweit mittels Popkultur bekämpft. Hotheads handelt von zwei Künstlerinnen, die sich gegen an Frauen verübter Gewalt einsetzen. Bei diesen handelt es sich um die Comiczeichnerin und -autorin Diane DiMassa sowie die Schauspielerin und Komikerin Reno. Hotheads war auf den Sendern MTV und KQED aus San Francisco zu sehen und wurde auf einer der zur Polygram gehörenden Polygram Video-Kassette der Red Hot Organization zusammen mit anderen Kurzfilmen veröffentlicht.
Who’s the Top?, Livingston nächster Kurzfilm und erste fiktive Produktion, wurde auf den Internationalen Filmfestspielen Berlin 2005 uraufgeführt. In diesem spielen Marin Hinkle, Shelly Mars und Steve Buscemi die Hauptrollen. Who’s the Top? ist eine lesbische Sex-Komödie mit mehreren Musikeinlagen, an denen 24 professionelle Broadway-Tänzer mitwirkten und die vom ebenfalls am Broadway beschäftigten Choreografen John Carrafa geleitet wurden. Die Produktion war auf Filmfestivals in mehr als 150 Ländern zu sehen und wurde unter anderem im Museum of Fine Arts, Boston sowie dem Institute of Contemporary Arts vorgeführt.
Through the Ice ist ein 2005 für den öffentlichen New Yorker Fernsehsender WNET produzierter Dokumentar-Kurzfilm über den 23-jährigen Miguel Flores, einem Migranten aus Honduras, der im Prospect Park versehentlich in einen zugefrorenen See einbrach und ertrank, sowie mehrere Passanten, die ihm helfen wollten, ihn aber letztlich nicht retten konnten. Der Film war auf dem Sundance Film Festival 2006 zu sehen.
2011 rief Livingston eine Crowdfunding-Kampagne auf Kickstarter.com ins Leben, um ihren Film Earth Camp One zu finanzieren. Der Dokumentar-Spielfilm handle von Livingstons persönlicher Trauer und Erinnerungen an ein Hippie-Sommercamp aus den 1970er-Jahren und sei ein Einblick in die Art und Weise, wie US-Amerikaner Vergänglichkeit, persönliche und politische Niederlagen verarbeiten. Livingston fing 2000 mit der Arbeit an dem Projekt an, da sie die Themen Trauer und Verlust nach dem Ableben ihrer Eltern, eine ihrer Großmütter sowie einer ihrer Brüder zwischen 1990 und 2000 behandeln wollte. Der Film befindet sich seit Dezember 2014 in der Postproduktion.
Ebenfalls 2011 führte Livingston Regie bei einem Video für Elton Johns Show The Million Dollar Piano, die sieben Jahre lang im Caesars Palace in Las Vegas lief. Das Video bestand aus kurzen Schwarz-Weiß-Porträts mehrerer New Yorker Bürger und war während des Lieds Mona Lisa and Mad Hatters zu sehen.
Ein weiterer noch nicht fertig gestellter Film von Livingston ist Prenzlauer Berg, ein episodischer Ensemblefilm über den Alltag von Künstlern im New York und Ost-Berlin der späten 1980er Jahre.
Livingston war auch an mehreren Universitäten als Dozentin tätig, unter anderem an der Yale University, dem Brooklyn College sowie dem Connecticut College. Sie erhielt auch Stipendien der Guggenheim Foundation, des Getty Center, des Deutschen Akademischen Austauschdienstes und des National Endowment for the Arts.
Ab 2018 fungierte Livingston als Produktionsberaterin der FX-Serie Pose, die von der New Yorker Ballroom Culture der 1980er und 1990er sowie dem Alltag ihrer Mitglieder handelt und nach Angaben der Erfinder Ryan Murphy, Brad Falchuk und Steven Canals sehr stark von Paris brennt beeinflusst wurde. Livingston inszenierte auch die siebte Folge der zweiten Staffel Blow (deutscher Titel Rückschläge).

## Filmografie
- 1990: Paris brennt (Dokumentarfilm, auch Produktion)
- 1990: Arena (Dokumentar-Fernsehsendung, Regie Episode 15x15)
- 1993: Hotheads (Dokumentar-Kurzfilm, auch Produktion)
- 2005: Who’s the Top? (Kurzfilm, auch Drehbuch und Produktion)
- 2005: Through the Ice (Dokumentar-Kurzfilm, auch Produktion)
- 2019: Pose (Fernsehserie, Regie Episode 2x7)

## Auszeichnungen (Auswahl)
Black Reel Award 
- 2020: Beste Drama-Fernsehserie, für Pose

Frameline Filmfestival
- 1990: Publikumspreis in der Kategorie Bester Dokumentarfilm, für Paris brennt

GLAAD Media Award
- 1992: Vito Russo Film Award, für Paris brennt

Gotham Award
- 1991: Open Palm Award, für Paris brennt

International Documentary Association 
- 1990: IDA Award, für Paris brennt (zusammen mit Barry Swimar)

Internationale Filmfestspiele Berlin 1991
- Teddy Award in der Kategorie Bester Dokumentarfilm, für Paris brennt

Los Angeles Film Critics Association
- 1990: LACFA Award in der Kategorie Bester Dokumentarfilm, für Paris brennt (zusammen mit Bilder einer alten Welt von Dusan Hanák)

Seattle International Film Festival 
- 1991: Golden Space Needle Award in der Kategorie Bester Dokumentarfilm, für Paris brennt

Semana Internacional de Cine de Valladolid
- 1991: Spezialerwähnung für den Tiempo de Historia Award in der Kategorie Bester Dokumentarfilm, für Paris brennt

Sundance Film Festival
- 1991: Großer Preis der Jury in der Kategorie Dokumentarfilm, für Paris brennt